# Marília Beatriz
Marília Beatriz de Figueiredo Leite (Rio de Janeiro, 3 de setembro de 1941 – Cuiabá, 3 de julho de 2020) foi uma professora, poetisa e escritora brasileira.

## Biografia

### Primeiros anos e formação acadêmica
Filha do advogado Gervásio Leite, Marília Beatriz nasceu no ano de 1941, na cidade do  Rio de Janeiro.
Na capital federal, formou-se em direito na Universidade do Estado da Guanabara, atual Universidade do Estado do Rio de Janeiro (UERJ). Na cidade de São Paulo, estudou História da Arte na Fundação Armando Alvares Penteado (FAAP).
Ainda na capital paulista, defendeu seu mestrado, em comunicação e semiótica na Pontifícia Universidade Católica de São Paulo (PUC-SP).

### Carreira
Foi uma das professoras fundadoras da Universidade Federal de Mato Grosso (UFMT) e atuou como a primeira Coordenadora Cultural da UFMT.
Ocupou a cadeira número 2 da Academia Mato-Grossense de Letras (AML), sendo que tal cadeira havia sido ocupada por seu pai. Também exerceu a função de Presidente da Academia.
Entre suas publicações literárias figuram: O Mágico e o Olho Que Vê (1982); De(Sign)Ação: Arquigrafia do Arazer (1993); Viver de Véspera (2018); Agudas ou Crônicas? (2019); Corte de Vinho (2019); dentre outras.

### Morte
Figueiredo faleceu em julho de 2020 em decorrência de complicações causadas pela COVID-19, durante à pandemia de COVID-19 em Mato Grosso.